# Étienne Bonnot de Condillac
Étienne Bonnot de Condillac (Grenoble, 30 de setembro de 1714 – Beaugency, 3 de agosto de 1780) foi um filósofo francês, e o maior expoente de uma teoria radicalmente empirista do funcionamento da mente a que se costuma referir desde então como sensualismo. 

## Biografia
Recebeu as ordens e tornou-se abade de Mureaux, mas sem exercer as funções eclesiásticas, preferindo a vida literária. Em 1757 foi preceptor do Infante Fernando de Parma (neto de Luís XV) e compôs para ele Curso de estudos, em treze volumes.
Elegeu-se, em 1768, para a Academia Francesa e também foi membro da Academia de Berlim. Foi encarregado em 1777 pelo governo polonês de redigir uma Lógica clássica para a escolas daquele país. Amigo de Diderot, Rousseau e Duclos, Condillac foi inicialmente discípulo de Bacon e de Locke, elaborando depois sua própria doutrina, o sensualismo. No seu Traité des Sensations, de 1754, defende o princípio de que todas as ideias provêm dos sentidos. Ele é amplamente citado por Lavoisier no seu "Discurso preliminar" ao famoso "Tratado elementar de química" (obra fundamental da química moderna).

## Filosofia
Enquanto o empirismo de John Locke seguia a rejeição dos princípios inatos e das ideias inatas, Condillac foi além e rejeitou também as habilidades inatas. Em sua versão do empirismo, a experiência não apenas nos dá "ideias" ou os dados brutos para o conhecimento, ela também nos ensina a prestar atenção, lembrar-se, imaginar, abstrair, julgar e raciocinar. Ela forma nossos desejos e nos ensina o que querer. Ademais, ela nos dá as melhores lições para a performance destas operações, de modo que um estudo de como aprendemos a realizá-las originalmente também nos diz como essas operações devem ser realizadas. A busca desta tese levou Condillac a articular uma psicologia do desenvolvimento, com implicações pedagógicas e metodológicas explícitas. Suas preocupações também levaram-no a se dedicar à teoria da percepção, e a propor teses importantes e originais sobre nossa percepção de forma espacial. Ele deu melhor que qualquer outro até então uma explicação precisa, cuidadosa e investigativa sobre o que cada um dos órgãos dos sentidos nos provê, e apresentou uma explicação muito nuançada de como estes dados brutos são trabalhados para compor nossas crenças a respeito do mundo em nosso entorno.

## Economia
O "Le Commerce et le Gouvernement" de Condillac (publicado em 1776, mesmo ano de Riqueza das Nações de Adam Smith) tentou colocar a economia em um quadro lógico coerente. Era amigo de François Quesnay – líder dos fisiocratas. Grande parte do trabalho de Condillac refletia os fisiocratas convencionais, particularmente sua análise da estrutura da tributação e das propostas para o renascimento da economia, mas ele também propôs outra linha de argumentação, alegando que os produtores trabalham para obter utilidade. A maioria dos fisiocratas rejeitou a utilidade e a ideia foi ignorada até sua "redescoberta" por Stanley Jevons e Carl Menger em 1871.
Em sua teoria do "vrai prix" [preço verdadeiro], Condillac propôs uma teoria da história humana dividida em duas fases: progresso e declínio. O progresso é marcado por um desenvolvimento racional e uso de recursos; O declínio é precipitado pelo mau comportamento das classes altas que depois escorre para os trabalhadores, incentivando o excesso, o luxo e os preços falsos que prejudicam as massas. Condillac via o remédio para isso como "vrai prix", um verdadeiro preço criado pela interação desimpedida de oferta e demanda, a ser alcançado por uma completa desregulamentação. As pessoas seriam ensinadas a trabalhar em prol de seu melhor interesse em um mercado aberto por meio de uma reformulação de suas percepções. Ao defender uma economia de livre mercado em contraste com a política contemporânea predominante de controle do Estado na França, Condillac influenciou a economia liberal clássica.

## História
A Histoire ancienne e a Histoire moderne de Condillac (1758-1767) demonstraram como a experiência e a observação do passado ajudaram o homem. A história não era uma mera releitura do passado, mas também uma fonte de informação e inspiração. A razão e o pensamento crítico podem melhorar a sorte do homem e destruir a superstição e o fanatismo. A história serviu, assim, como um manual moral, político e filosófico que ensinou o homem a viver melhor. Assim, as duas histórias apresentam o programa básico do Iluminismo de forma cristalizada.

## Obras
Dentre suas principais obras, podemos citar em ordem cronológica:
- 1746, Essai sur l’origine des connaissances humaines,
- 1749, Traité des systèmes,
- 1754, Traité des sensations,
- 1755, Traité des animaux, uma crítica da l’Histoire naturelle de Buffon de 1749;
- 1775, Cours d’études, obra composta por 13 volumes, escrita para o jovem duque Ferdinand de Parma, neto de Luís XV, contendo Gramática, Arte de escrever, Arte de raciocinar, Arte de pensar, História. A obra original está no l’Index librorum prohibitorum em Roma (Itália),
- 1776, Le Commerce et le gouvernement considérés relativement l’un à l’autre,
- 1780, La Logique ou l’art de penser, encomendado pelo governo polonês para as escolas palatinas,
- 1798, La Langue des calculs, obra póstuma.

Seus trabalhos completos foram publicados em:
- Amsterdam, 1766, 20 volumes em-12 (Jombert Charles-Antoine Libraire du Roi para Artilharia e Engenheiros),
- Paris, 1798, 23 em 8 volumes (Imprimerie de Ch. Houel),
- Paris, 1803, 31 volumes em-12 (Dufart),

- Paris, 1821-1822, 16 em 8 volumes (cortesia de Augustin Théry), com um aviso sobre sua vida e suas obras.

### Reedições
- Condillac (1947–1951).  Le Roy, Georges, ed. Œuvres philosophiques de Condillac. Paris: Presses Universitaires de France,
- Etienne Bonnot, Abbé de Condillac (1987). Philosophical Writings of Etienne Bonnot, Abbé de Condillac. Hillsdale: Lawrence Erlbaum.